# Adrien Lejeune
Pour les articles homonymes, voir Lejeune.
Adrien Lejeune, né le 3 juin 1847 à Bagnolet et mort le 9 janvier 1942 à Novossibirsk (URSS), est un membre de la Commune de Paris puis du Parti communiste français (PCF).
Mort en 1942 il est considéré comme le dernier communard à décéder avec Antoine Desfarges (1941).

## Biographie

### Combattant de la Commune de Paris
Né en 1847 à Bagnolet, Adrien Lejeune participe au soulèvement du 4 septembre 1870 qui renverse Napoléon III et conduit à la proclamation de la République. Bien que réformé pour raisons de santé, il s'engage au sein de la Garde nationale qui combat les troupes de l'Empire allemand assiégeant Paris : il est sergent dans la 2e compagnie du 28e bataillon. Le 18 mars 1871, il participe à la défense des canons de la butte Montmartre qu'Adolphe Thiers entend réquisitionner, et participe à la proclamation de la Commune de Paris. Sous la Commune, il partage son temps entre Bagnolet et la mairie du 20e arrondissement. Participant aux combats de la Semaine sanglante contre les Versaillais, il est arrêté le 28 mai, à Belleville,. Il est condamné, le 12 février 1872, à cinq ans de détention, réduits à quatre ans le 6 juin 1874.

### Le dernier communard
Il est accueilli par l'Union des républiques socialistes soviétiques (URRSS) en 1928.
Considéré comme le dernier communard connu, il meurt le 9 janvier 1942 en URSS, à l'âge de 94 ans, et est enterré à Novossibirsk. À l'initiative du Parti communiste français, ses cendres sont rapatriées et inhumées le 23 mai 1971 au cimetière du Père-Lachaise à l’occasion de la célébration du centenaire de la Commune,.

## Odonymie
Il a une rue Adrien-Lejeune à Bagnolet et une autre (Улица Адриена Лежена) à Novossibirsk.

### Filmographie
- Citoyen de la Commune (Adrien Félix Lejeune), réalisé par Souchkevitch et Kandeiev, 1971, 10 minutes